# 施托克山
47°13′44″N 9°14′34″E / 47.22889°N 9.24278°E

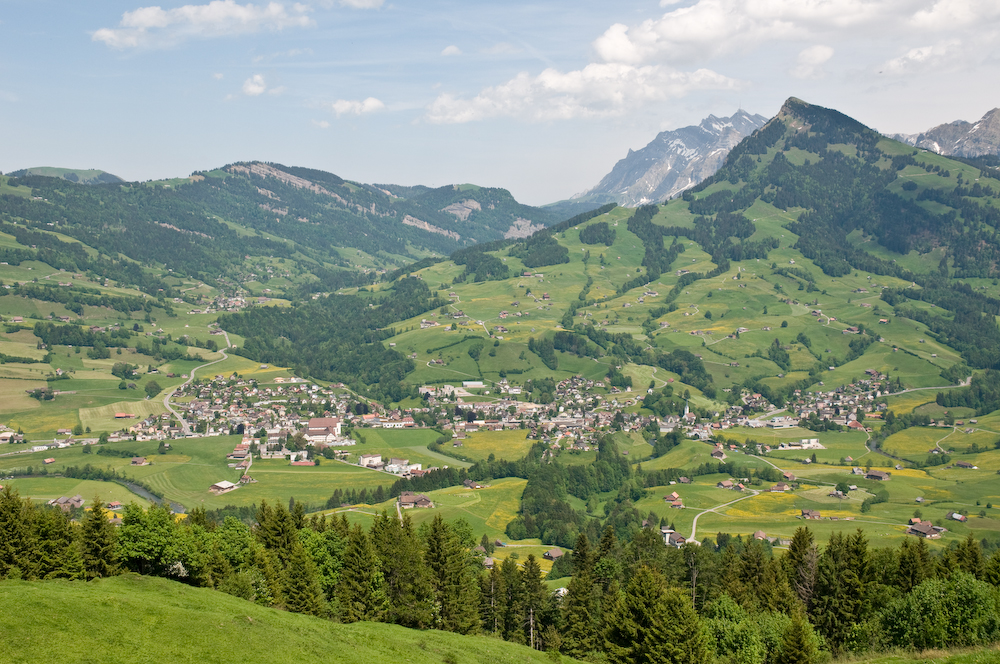

施托克山（Stockberg），是瑞士的山峰，位於該國東北部，由聖加侖州負責管轄，屬於阿彭策爾阿爾卑斯山脈的一部分，海拔高度1,782米，每年平均降雨量1,954毫米。